# Natalie Haynes

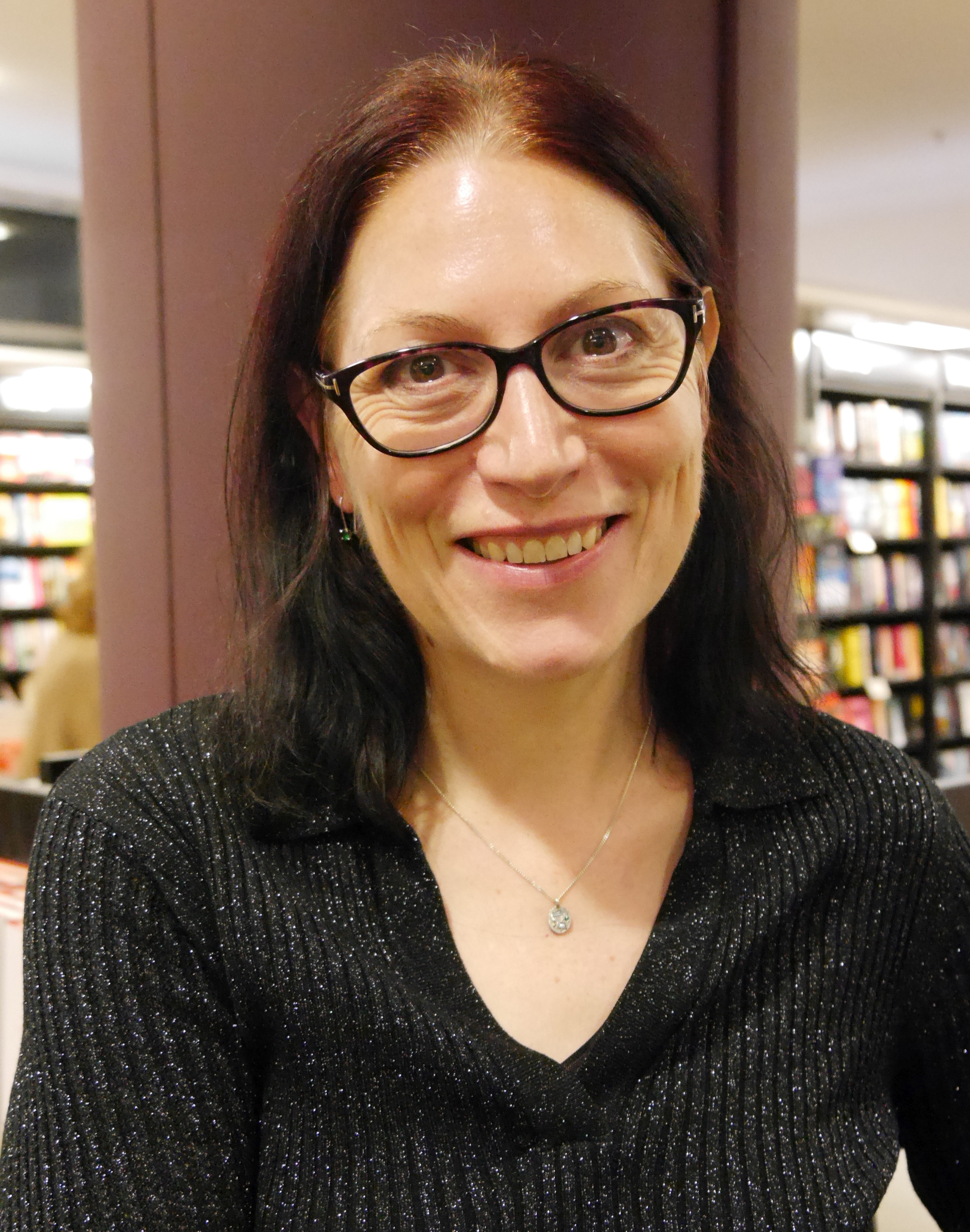
Natalie Haynes, 2022.

Natalie Louise Haynes (* 1974 in Birmingham) ist eine britische Schriftstellerin, Rundfunkjournalistin und Komikerin.

## Leben

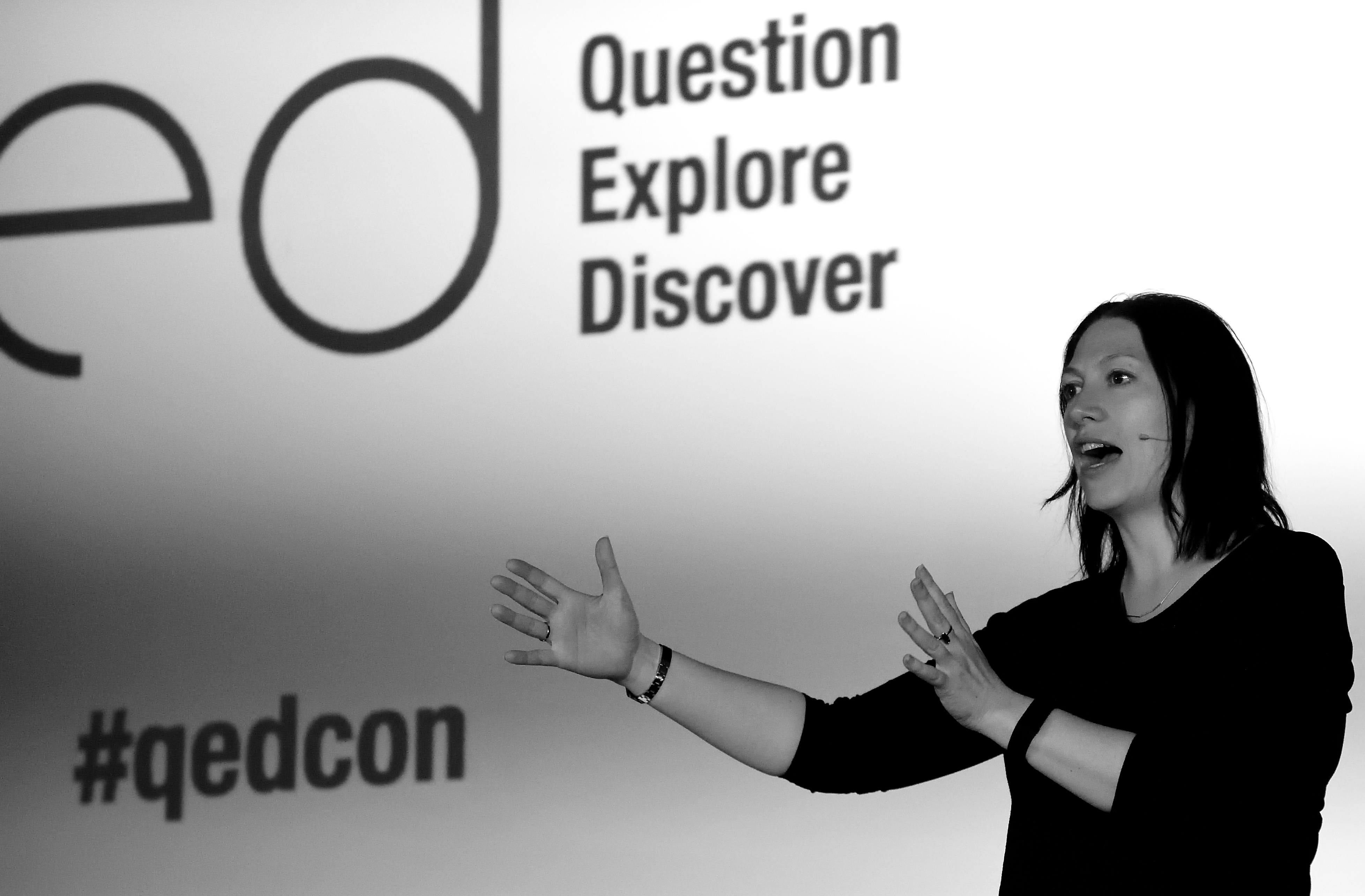
Natalie Haynes, 2015.

### Studium und Karriere
Haynes wuchs in Birmingham auf und lehrte nach ihrem Studium der Altphilologie klassische Literatur am Christ’s College (Cambridge). Sie arbeitet als Literatur- und Filmkritikerin und -expertin für mehrere Radio- und Fernsehprogramme der BBC und tritt in verschiedenen Talkshows (regelmäßig in Wordaholics), Quiz- und Satiresendungen auf. U. a. produzierte sie Sendungen über die antiken satirischen Dichter Aristophanes, Juvenal und Martial, über die Rolle der Frau bei Euripides sowie andere Themen aus der Antike. Auf Lesereisen in der englischsprachigen Welt stellt sie immer wieder Themen der antiken Literatur in populärer Form vor. Zeitweise ging sie mit einem Comedy-Programm auf Europa- und USA-Tour.

### Wissenschaftliche Arbeit
Soweit Haynes auf die antike Politik Bezug nimmt (etwa in The Ancient Guide to Modern Life), sind ihre Versuche der Analogiebildung zur modernen Gesellschaft nicht ohne Kritik geblieben; die daraus gezogenen Erkenntnisse seien oft banal oder fragwürdig und sie würde die antike Demokratie zu enthusiastisch betrachten. Haynes Stärken lägen eindeutig in der Aktualisierung der antiken Satiriker.

### Arbeit als Autorin
Haynes schreibt regelmäßig für The Times, The Guardian, New Humanist, das Magazin der Sunday Times und andere Zeitungen und Zeitschriften.
Als Schriftstellerin veröffentlichte sie mehrere Romane über die griechische Mythologie, darunter Die Kinder der Jokaste über den Mythos von Ödipus und Antigone, Die Heldinnen von Troja (A Thousand Ships) über Frauen im Trojanischen Krieg, und Stone Blind – Der Blick der Medusa, über die Gorgone Medusa, Perseus und Andromeda.

## Werke

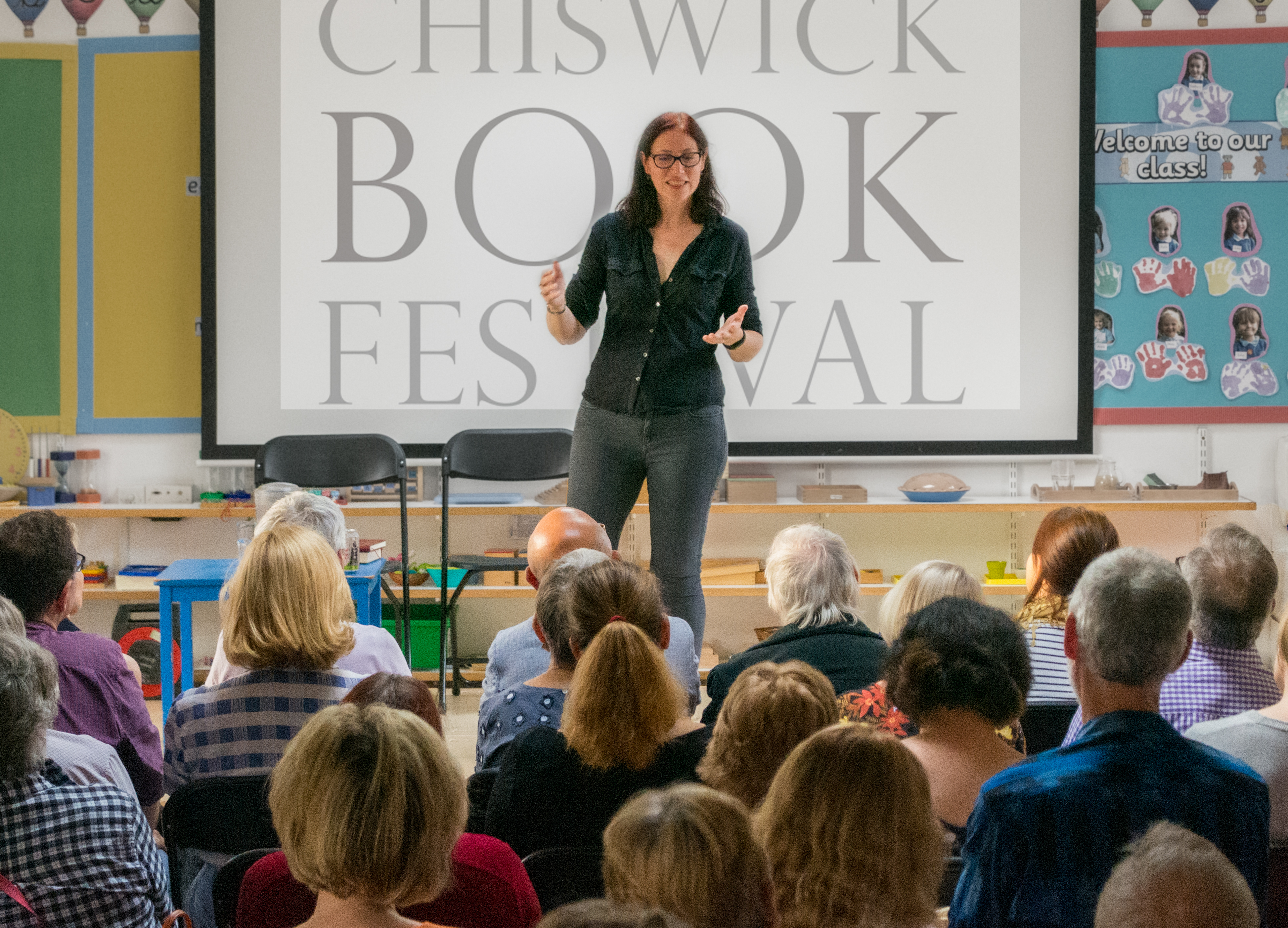
Natalie Haynes auf dem Chiswick Book Festival, 2019.

Sortiert nach zeitlicher Erscheinung des Originalwerks.
- The Great Escape (Simon & Schuster, 2007), Kinderbuch
- The Ancient Guide To Modern Life (Profile Books, 2010), kulturhistorisches Sachbuch
- Amber Fury (Corvus, 2014), Roman
- Children of Jocasta (Pan Macmillan, 2017), Roman, Neuerzählung des Mythos von Ödipus und Antigone, Die Kinder der Jokaste, dtv, München 2024
- A Thousand Ships (Pan Macmillan, 2019), Roman über die Rolle der Frauen im Trojanischen Krieg[3], dt. Ausgabe: Die Heldinnen von Troja, dtv, München, 2023;
- Pandora's Jar: Women in the Greek Myths (Pan Macmillan, 2020), Sachbuch über Frauen in der griechischen Mythologie und deren Rezeptionsgeschichte
- Stone Blind (Pan Macmillan, 2022), Roman basierend auf dem Mythos um Medusa, dt. Ausgabe: Stone Blind – Der Blick der Medusa, dtv, München 2023
- Divine Might (Pan Macmillan, 2023), Geschichten über die griechischen Göttinnen

## Auszeichnungen und Nominierungen
- Edinburgh Comedy Awards
- 2023 LovelyBooks Community Award Gold in der Kategorie Literatur für STONE BLIND – Der Blick der Medusa.[4]
- 2024: Nominierung für den Deutschen Jugendliteraturpreis mit Stone Blind. Der Blick der Medusa in der Kategorie Preis der Jugendjury[5]